# Meier Eidelheit
Meier (Maks) Eidelheit (ur. 16 lipca 1910 w Janowie, zm. w marcu 1943) – polski matematyk, przedstawiciel lwowskiej szkoły matematycznej.

## Życiorys
Urodził się 16 lipca 1910 roku w Janowie. Ojciec, Ozijas Eidelheit, był robotnikiem w tartaku. Uczęszczał do V Państwowego Gimnazjum im. Hetmana Stanisława Żółkiewskiego we Lwowie. Maturę zdał 8 czerwca 1929 roku. W 1933 roku ukończył studia matematyczne na Wydziale Filozoficznym Uniwersytetu Jana Kazimierza we Lwowie. Praca magisterska nosiła tytuł Teoria sumowalności. W 1938 roku obronił na Wydziale Matematyczno-Przyrodniczym Uniwersytetu rozprawę doktorską O rozwiązywaniu układów równań liniowych o nieskończenie wielu niewiadomych, napisaną pod kierunkiem Stefana Banacha. Brał udział w seminariach prowadzonych przez Banacha i Mazura, w 1935 roku został członkiem Polskiego Towarzystwa Matematycznego. Jak wielu innych młodych naukowców nie mógł liczyć na etat na Uniwersytecie. W roku 1939 Eidelheit był praktykantem w IX Gimnazjum im. J. Kochanowskiego we Lwowie a dorabiał udzielając korepetycji.
Bywał uczestnikiem spotkań matematyków w kawiarni Szkockiej we Lwowie. W Księdze Szkockiej znajduje się pięć problematów autorstwa Eidelheita. Pierwszy z 1938 roku, ostatni, nr 188 z 1940 roku.
Po zajęciu Lwowa przez Sowietów, w 1940 podjął pracę w Katedrze Analizy II na Państwowym Uniwersytecie im. Iwana Franki. Jego przełożonym był Hugo Steinhaus. Po pewnym czasie przeniesiono go do Katedry Algebry, prowadzonej przez Żylińskiego. W marcu 1941 roku Rada Naukowa Uniwersytetu nadała mu tytuł docenta nauk fizyczno-matematycznych.
Hugo Steinhaus w swoich Wspomnieniach i zapiskach podaje, że Meier Eidelheit zginął w jednych z pogromów Żydów w czerwcu 1941 roku. Bardziej wiarygodną datę śmierci podaje redakcja „Wiadomości Matematycznych” z 1948 roku. Eidelheit został zamordowany przez Niemców w 1943 roku. Potwierdza to również we wspomnieniach filozof Roman Ingarden.
Autor 12 prac naukowych.

## Dorobek
Eidelheit zajmował się głównie analizą funkcjonalną. Udowodnił on wariant twierdzenia o oddzielaniu dla zbiorów wypukłych w przestrzeniach unormowanych (które przenosi się na przestrzenie liniowo-topologiczne) nazywane czasem twierdzeniem Eidelheita o oddzielaniu.
Udowodnił twierdzenie nazywane czasem twierdzeniem Eidelheita:
Niech X i Y będą przestrzeniami unormowanymi oraz niech ℬ(X) i ℬ(Y) oznaczają algebry operatorów liniowych i ograniczonych odpowiednio na X i Y wyposażone w normę operatorową. Wówczas X iY są izomorficzne jako przestrzenie unormowane wtedy i tylko wtedy gdy algebry Banacha ℬ(X) i ℬ(Y) są izomorficzne jako algebry.
- ciągi Eidelheita w przestrzeniach Frécheta
- twierdzenie interpolacyjne Eidelheita
- twierdzenie Eidelheita o pierścieniu funkcji ciągłych

## Publikacje
- Zur heorie der konvexen Mengen in linearen normierten Räumen, Studia Mathematica, 6 (1936)
- Über lineare Gleichungen in separablen Räumen, Studia Mathematica, 6 (1936)
- Zur heorie der Systeme linearer Gleichungen, Studia Mathematica, 6 (1936)
- Sur les systèmes d’équations linéaires à inûnité d’inconnues, C. R. Acad. Sci. Paryż 205 (1937)
- Zur heorie der Systeme linearer Gleichungen. II, Studia Mathematica, 7 (1938)
- Eine Bemerkung über die Räume vom Typus (F), Studia Mathematica, 7 (1938), 1
- O rozwiązywaniu układów równań linjowych o nieskończenie wielu niewiadomych, Wiadomości Matematyczne 46 (1938), Wydział Matematyczno-Przyrodniczy, UJK, Lwów 1938[8]
- Überlineare Gleichungen in separablen Räumen. II, Studia Mathematica, 8 (1939),
- Eine Bemerkung über lineare topologische Räume, Revista Ci., Lima 42
- Concerning rings of continuous functions, Ann. of Math. 41 (1940),
- On isomorphisms of rings of linear operators, Studia Mathematica, 9 (1940)